# القرط
القرط بلدية تابعة لدائرة تيزي بولاية معسكر الجزائرية.
تقع بين الهاشم وفراقيق يقطنها حوالي 13000 نسمة 